# Crocidura bottegoides
Crocidura bottegoides là một loài động vật có vú trong họ Chuột chù, bộ Soricomorpha. Loài này được Hutterer & Yalden mô tả năm 1990.